# Erik Vera Franco
Erik Vera Franco (24 de marzo de 1992; Ciudad de México) es un futbolista mexicano, juega como lateral y actualmente juega para Muchachos FC en la Kings league americas.

## Trayectoria
Debutó con Pumas en un partido del Torneo Clausura 2011 (México) contra Club de Fútbol Monterrey entrando de cambio al minuto 66 por Leandro Augusto Oldoni, partido que ganó la escuadra auriazul. Disputó el torneo mexicano sub-20 con Pumas Sub 20 y en el Clausura 2012 disputó la final de la categoría contra América sub-20, saliendo derrotado. 
Disputó el torneo de Clausura 2013 con el equipo del Ascenso MX, Pumas Morelos filial del Club Universidad Nacional que fue vendida y desapareció, provocando el regreso de Erik al primer equipo.
Salió de Pumas y estuvo cedido en varios equipos de la Liga de Ascenso, como Venados de Mérida y posteriormente Necaxa, con quien logró el ascenso a la primera división y la titularidad. Para el Clausura 2017, Erik regresó a Pumas.

### Clubes
| Club                  | País          | Año           | Partidos |
| --------------------- | ------------- | ------------- | -------- |
| Pumas UNAM            | México        | 2010 - 2014   | 28       |
| Venados               | México        | 2014 - 2015   | 38       |
| Necaxa                | México        | 2015 - 2016   | 21       |
| Pumas UNAM            | México        | 2017          | 1        |
| Atlético San Luis     | México        | 2017 - 2018   | 30       |
| Alebrijes de Oaxaca   | México        | 2019          | 8        |
| Atlante Fútbol Club   | México        | 2019 - 2020   | 25       |
| Querétaro Fútbol Club | México        | 2020 - 2023   |          |
| Total carrera         | Total carrera | Total carrera | 126      |

## Palmarés

### Campeonatos nacionales
| Título             | Club   | País   | Año  |
| ------------------ | ------ | ------ | ---- |
| Liga de Ascenso    | Necaxa | México | 2016 |
| Campeón de Ascenso | Necaxa | México | 2016 |

## Selección nacional

### Participaciones en Copas del Mundo
Fue seleccionado nacional sub-17 para jugar con el equipo mexicano en la Copa Mundial de Fútbol Sub-17 de 2009, donde le tocó marcar a jugadores de la calidad de Neymar, llegando a octavos de final, eliminados por Corea del Sur en la tanda de penales, donde pudo anotar su lanzamiento.
- Datos: Q5835801